# 金睿智
金 睿智（キム・イェジ、朝鮮語: 김예지、1980年12月13日 - ）は、韓国の視覚障害者ピアニスト、スポーツ選手、発明家、女性政治家。第21・22代韓国国会議員。

## 経歴
先天性の網膜色素変性症により1級視覚障害の判定を受けている。診療所働きの母の仕事により幼年期は田舎で育ったが、小学校入学前にソウル市内に移った。視覚に障害があるが、聴覚によりピアノを習得した。淑明女子大学校ピアノ学科を経て、ウィスコンシン大学マディソン校音楽芸術学科博士。
韓国障害者芸術家協会理事、ユニオンアンサンブル芸術監督を歴任した。ピアニストとしては100回以上の演奏会を開き、2018年平昌パラリンピックの閉会式でも演奏したほか、点字楽譜の短所を克服する3D触覚楽譜を発明し、障害者の音楽教育のインフラの構築にも取り組んでおり、2019年に障害者賞を受賞した。2020年4月の第21代総選挙では保守政党の未来韓国党の比例代表として出馬し、当選した。国会では文化体育観光委員会に所属している。2023年10月16日に国民の力の指名職最高委員に任命された。
また、障害者スポーツにも積極的に参加し、韓国の全国障害者体育大会ではタンデム自転車、クロスカントリースキー、バイアスロンなどの種目での出場経験があり、2020年の全国障害者冬季体育大会ではクロスカントリースキーとバイアスロンの2種目でメダルを獲得した。

## 盲導犬
現在の盲導犬は「ジョイ」という名前であり、あだ名は「比例代表0番」。ジョイの犬種はラブラドール・レトリバーであり、金と2018年から一緒に生活している。
なお、国会法には盲導犬の出入についての記述がないが、「議員は本会議または委員会の会議場に会議の進行を妨げる物や食べ物を持ち込んではいけない」という記述があるため、実際に第17代国会当時、ハンナラ党議員の鄭和元は盲導犬の同伴を許可されず、補佐官の助けを借りて議政活動を行った。そのため、金の当選後、正義党および共に民主党の李錫玄議員からは盲導犬の登院許可を求める意見が出ており、国会事務処も積極な反応を示した。これに対し、金は正義党と李議員に感謝し、未来韓国党代表の元裕哲も正義党と同党代表の沈相奵に感謝の意を示した。

## 活動・主張
以前に共に民主党の李海瓚代表に会ったが、李から「先天的障害者は幼い頃から障害を持ってきたから、意志がちょっと弱い」と言われたため、未来韓国党入党後はそれを批判した。
「真の保守は社会的弱者と共にする」と主張しており、「社会的弱者に必要なのはチャリティーではなく、自尊心を失わないように関連法を作り、その法律を通じて社会的安全網を整えること」と強調した。一方、盲導犬と一緒にレストランに入った時に入店を拒否された経験もあり、国会議事堂での障害者への配慮については「最近、国会ははるかに『バリアフリー』になり、第17代国会と違って盲導犬と一緒に入場することが可能になった」と言った。
2020年10月、金の議員室は文化体育観光部傘下の大韓民国歴史博物館が北朝鮮の対南挑発の事例を排除し、韓国の産業化の成果を貶める左派偏向的展示を行っていると指摘した。
2022年3月28日、全国障害者差別撤廃連帯（全障連）が組織した移動権デモに参加した。特に同党代表の李俊錫によるデモへの非難発言については批判的であり、デモの現場の景福宮駅に現れ、跪いて謝罪した。ただし、全障連の政策局長の配偶者は金の議員室で秘書官として働いていたため、李はまた「特殊関係者は発言を控えてほしい」と批判した。
2022年5月27日、多発する発達障害者の家族による無理心中事件の焼香所を訪れ、「皆さんの小さな声、音のない叫び声を伝える役割をする気持ちでこの場に立った。常に『準備できた加害者』でなければならない（障害者の親の）立場はなぜ理解できないのか。これからは私たちが困難を分かち合おうが、どんな状況でも殺人は理解していけない」と言った。
2023年4月27日、党の指針に反して「看護法」の表決に賛成票を投じた。5月31日、正義党議員の張恵英が代表発議した同性結婚を含む「家族構成権3法」の発議にも参加した。
2023年6月14日、国会での対政府質問で盲導犬の「ジョイ」と一緒に壇上に立ち、国務委員たちに障害者虐待犯罪に対する徹底した捜査と処罰を要請し、障害者関連の予算などについても質疑をして、社会的弱者と少数者の機会と可能性を存分に発揮できるように政府に要請した。